# ゲルマン (セルビア総主教)
セルビア総主教ゲルマン（German、セルビア語キリル・アルファベット: Герман  、英称相当：Herman ; 1899年8月19日- 1991年8月27日）は第43代だったセルビア正教会の首座たるセルビア総主教。　1958年から1990年まで赤家長の愛称 （セルビア語: црвени патријарх  ）で知られ、
彼は在職中に敵対者によって2つのシスマが起こったにもかかわらず、共産主義時代のセルビア正教会をある程度活性化することに成功した。

### 活性化と結果

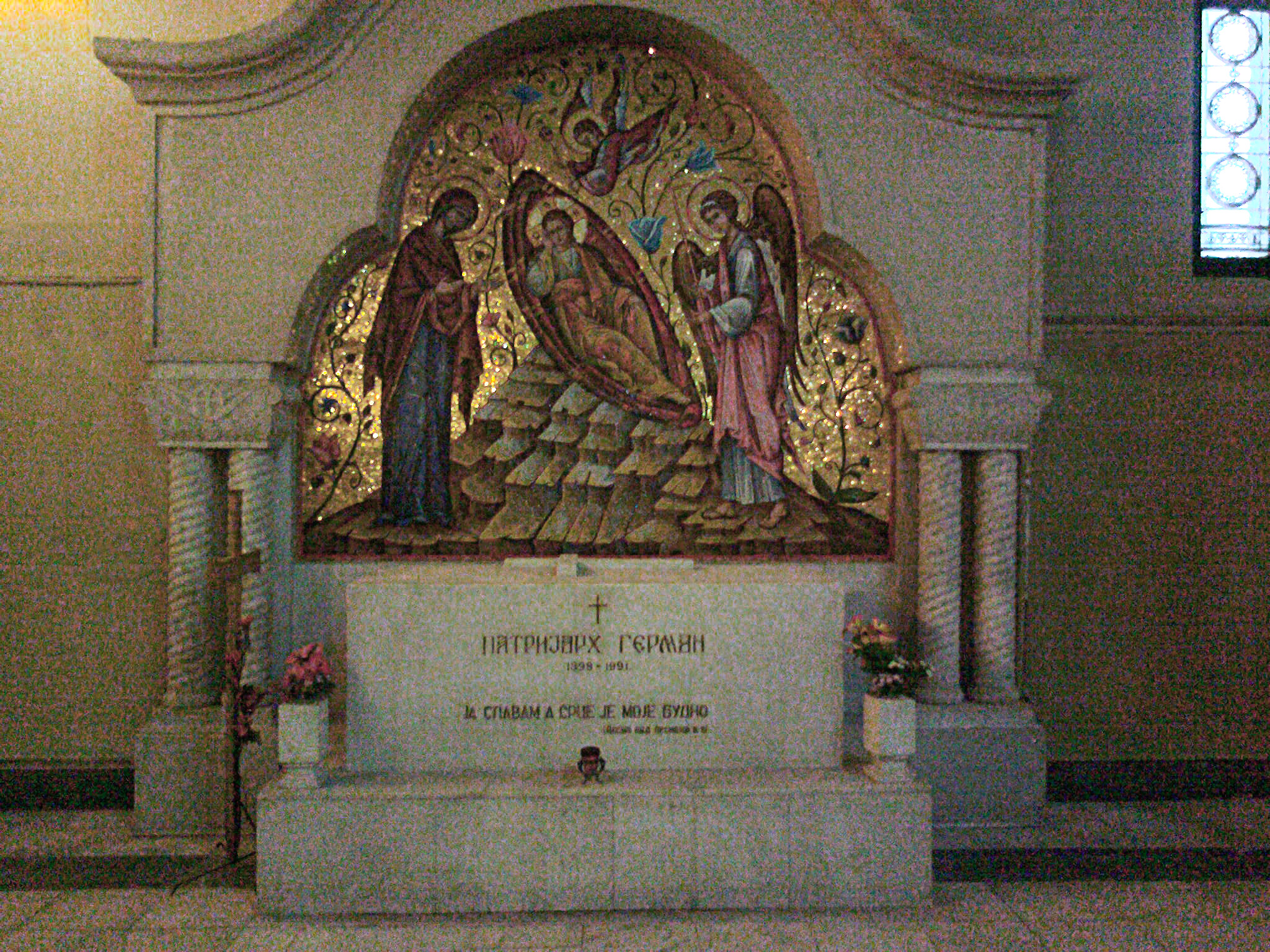
ベオグラードの聖マルコ教会にあるセルビアの総主教ドイツ人の墓